# Форт Кларк Спрингс (Тексас)
Форт Кларк Спрингс (енгл. Fort Clark Springs) насељено је место без административног статуса у америчкој савезној држави Тексас.

## Демографија
По попису из 2010. године број становника је 1.228.
| Група             | 2000.    | 2010.       |
| Белци             | 0 (0,0%) | 926 (75,4%) |
| Афроамериканци    | 0 (0,0%) | 15 (1,2%)   |
| Азијати           | 0 (0,0%) | 10 (0,8%)   |
| Хиспаноамериканци | 0 (0,0%) | 254 (20,7%) |
| Укупно            | 0        | 1.228       |